# Münchweiler (Wadern)
Münchweiler ist ein Ortsteil des Stadtteils Nunkirchen der Stadt Wadern im Landkreis Merzig-Wadern im Saarland. Der Ort beherbergt mit Schloss Münchweiler das einzige noch vollständig erhaltene Barockschloss im Saarland.

## Geschichte

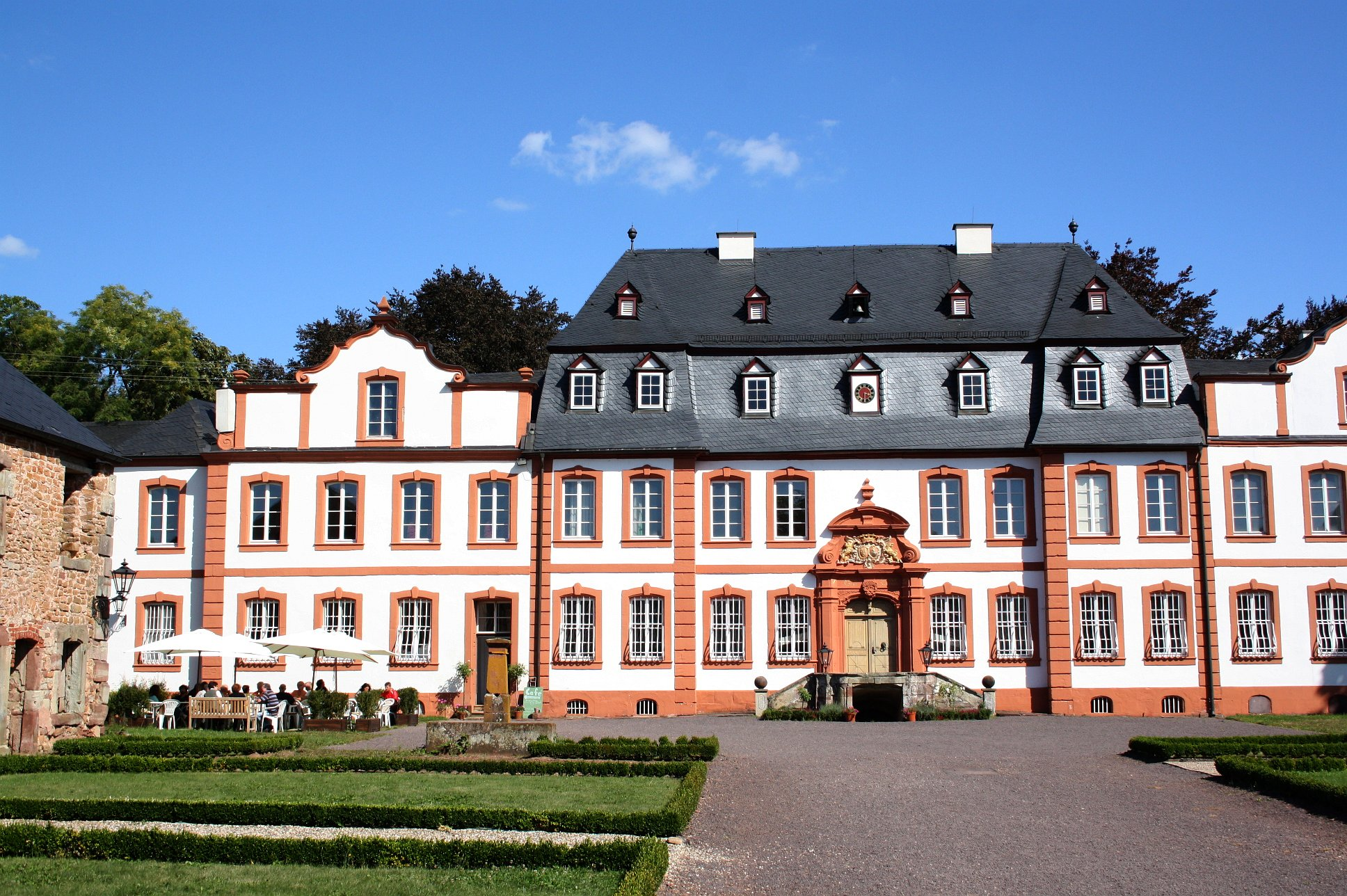
Schloss Münchweiler – mit Schlosscafé

Der Name „Münchweiler“ geht auf ein im 13. Jahrhundert erwähntes befestigtes Hofgut zurück. Freiherr Emmerich Karl Joseph von Zandt hatte in Münchweiler ein Eisenwerk gegründet, das 1725 den Betrieb aufnahm. Sein Sohn Franz Georg Zandt von Merl (1723–1785) ließ sich ab 1749 in drei Bauabschnitten bis 1763 hier einen Prunksitz errichten.  Das Eisenwerk wurde 1868 stillgelegt.
Das Gebiet um das Schloss verblieb aufgrund der Bestimmungen des Friedensvertrags von Versailles beim Deutschen Reich und war nicht Teil des französisch besetzten Saargebietes.
Der Ort Münchweiler wurde 1932 durch den Aufbau von Siedlerhöfen aus dem Gutsbesitz der Familie Zandt von Merl gegründet und besaß eine eigene Kommunalverwaltung. Dem Ansinnen, das kleine Örtchen nach Nunkirchen einzugemeinden, versagte der Gemeinderat Nunkirchen 1932 die Zustimmung. Der Verlust von Substanz und Ländereien verursachte den dauerhaften Niedergang des Schlosses Münchweiler und der dazugehörigen Anlagen.
Am 1. Mai 1945 wurden auf Anordnung der französischen Militärregierung die neun Gemeinden der Amtsbürgermeisterei Nonnweiler und damit auch Münchweiler aus dem Landkreis Trier in den nunmehr als Kreis Wadern bezeichneten Restkreis umgegliedert. Am 23. Oktober 1955 entschieden sich die Bewohner gegen das Saarstatut und damit gegen die Europäisierung des Saarlandes. Sie folgten damit dem landesweiten Trend. Am 1. Januar 1957 wurde das Saarland  wieder ein Teil Deutschlands. Der wirtschaftliche Anschluss an die Bundesrepublik erfolgte allerdings erst am 6. Juli 1959. Im Rahmen der saarländischen Gebiets- und Verwaltungsreform wurden die bis dahin eigenständige Gemeinden Münchweiler, Nunkirchen und Steinberg  am 1. Januar 1974 der neuen Gemeinde (ab 1978 Stadt) Wadern zugeordnet.
Im Jahre 1997 übernahm der Adoptivsohn von Brigitte von Zandt – sie war die letzte Schlossbesitzerin der Familie von Zandt –, Dietrich-Bernhard von Hagke, Schloss Münchweiler.

## Baudenkmäler
- Eisenbahntrasse und Gleiskörper der ehm. Bahnstrecke Merzig Süd–Büschfeld
- Bahnhofswartesaal Münchweiler, 1903 erbaut.
- Schloss Münchweiler: Schlossanlage, Wirtschaftsgebäude, Park, Allee